# 72e division d'infanterie (France)
Pour les articles homonymes, voir 72e division.
La 72e division d'infanterie est une division d'infanterie de l'armée de terre française qui a participé à la Première Guerre mondiale.

## Les chefs de la72edivisiond’infanterie
- 2 août - 30 octobre 1914 : Général Heymann[1]
- 31 octobre 1914 - 2 mars 1916 : Général Bapst[1]
- 3 mars - 5 mars 1919 : général Ferrandini[1],[2]

## Composition

### Infanterie

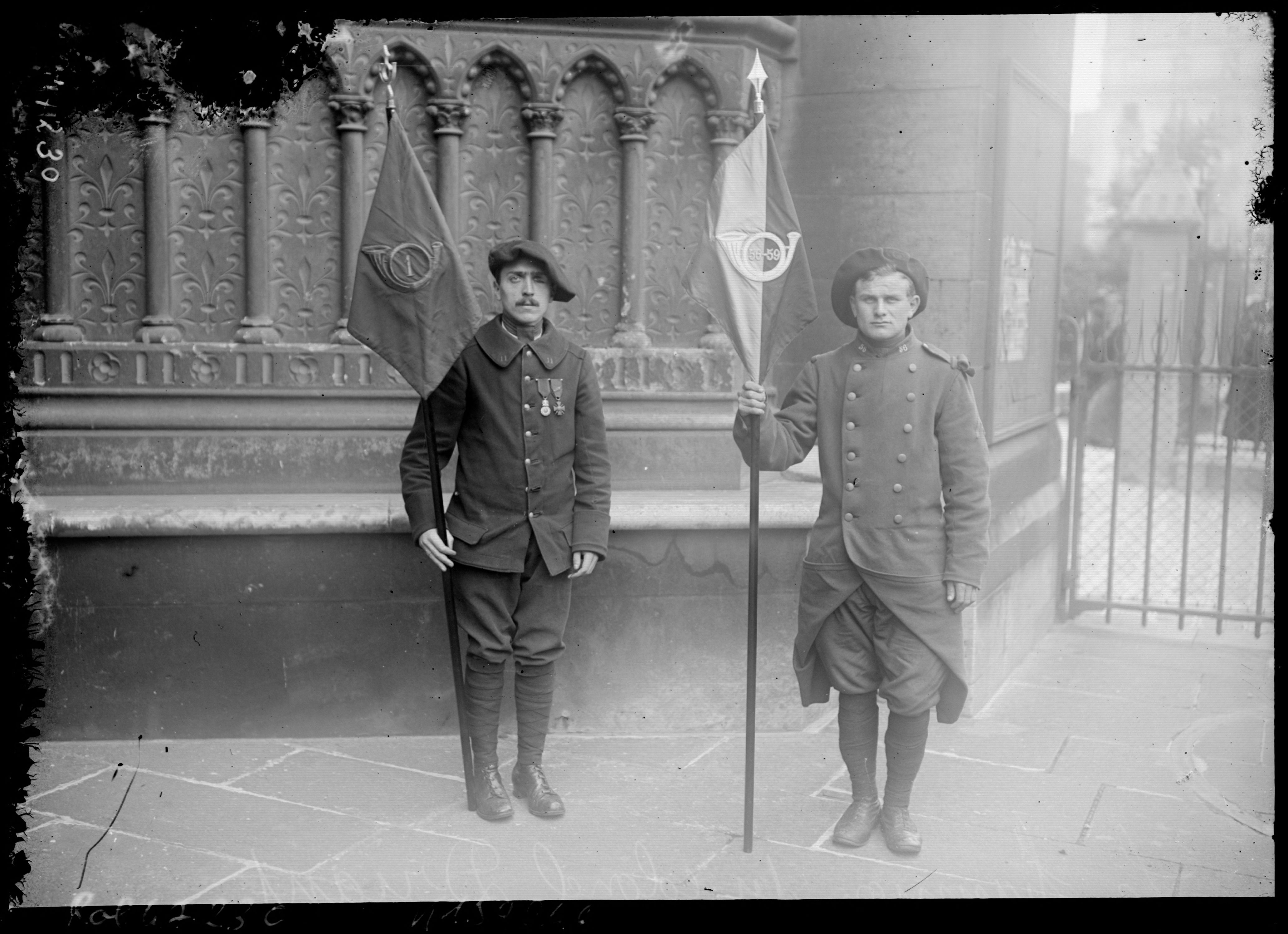
Fanion du groupe Driant en 1916 (56e et).

L'infanterie est organisée jusqu'en mai 1917 en deux ou trois brigades : 143e et 144e brigades d'août 1914 à mai 1917, 108e brigade de septembre 1914 à juin 1915 et 107e brigade de juillet 1915 à mars 1916. L'infanterie est directement rattachée à l'infanterie divisionnaire (ID/72) en mai 1917.
Les régiments et bataillons sont les suivants :
- 164e régiment d’infanterie de juillet 1915 à mars 1919
à la 144e brigade jusqu'en mars 1916, à la 143e jusqu'en mai 1917 puis à l'ID/72[3],[2]
- 165e régiment d’infanterie de juillet 1915 à mars 1916
à la 144e brigade[3]
- 166e régiment d’infanterie de janvier à février 1919
à l'ID/72[4],[5]
- 303e régiment d’infanterie de septembre 1914 à juillet 1915
à la 108e brigade[3]
- 324e régiment d’infanterie de septembre 1914 à juillet 1918 (dissolution)
à la 108e brigade jusqu'en juillet 1915, à la 143e jusqu'en mai 1917 puis à l'ID/72[3]
- 330e régiment d’infanterie de septembre 1914 à juillet 1915
à la 108e brigade[3]
- 351e régiment d’infanterie d’août 1914 à mars 1916
à la 143e brigade[3]
- 362e régiment d’infanterie d’août 1914 à janvier 1917 (dissolution)
à la 143e brigade[3]
- 364e régiment d’infanterie d’août 1914 à juillet 1915
à la 144e brigade, puis à la 108e brigade en juillet 1915[3]
- 365e régiment d’infanterie d’août 1914 à mars 1919
à la 144e brigade jusqu'en juillet 1915, à la 107e jusqu'en mars 1916, de nouveau à la 144e jusqu'en mai 1917 puis à l'ID/72[3],[2]
- 366e régiment d’infanterie d’août 1914 à juillet 1915
à la 144e brigade[3] et en février 1919 : à l'ID/72[4]
- 56e bataillon de chasseurs à pied d’août 1914 à mars 1917
à la 143e brigade[3]
- 59e bataillon de chasseurs à pied d’août 1914 à mars 1917
à la 143e brigade jusqu'en mars 1916 puis à la 144e brigade[3]

- 1er régiment mixte de zouaves et tirailleurs de juillet à mars 1919
à l'ID/72[3]

- 17e régiment de marche de tirailleurs algériens de février à mars 1919
à l'ID/72[6]
- bataillon mixte du Pacifique d'août 1917 à novembre 1918[réf. souhaitée]
à l'ID/72
- Un bataillon de pionniers du 31e régiment d’infanterie territoriale d'août 1918 à février 1919
à l'ID/72[3],[4]

### Artillerie
Artillerie divisionnaire de la 72e DI (AD/72) :
- Un groupe (canons de 75) du 59e régiment d'artillerie de campagne, d'août 1914 à avril 1917
- Un groupe (canons de 75) du 61e régiment d'artillerie de campagne, d'août 1914 à avril 1917
- Un groupe (canons de 75) : une batterie du 11e régiment d'artillerie de campagne, une batterie du 41e régiment d'artillerie de campagne, une batterie du 45e régiment d'artillerie de campagne, d'août 1914 à avril 1917
- 109e batterie de tranchée (mortiers de 58) du 61e régiment d'artillerie de campagne, de fin 1915 à fin 1917
- 159e batterie de tranchée (mortiers de 75 (en) et de 150) du 61e régiment d'artillerie de campagne, de fin 1916 à mi-1917
- Trois groupes (canons de 75) du 261e régiment d'artillerie de campagne, d'avril 1917 à la fin de la guerre (régiment issu de la fusion des différentes unités de l'artillerie divisionnaire)
- 101e batterie de tranchée (mortiers de 58) du 261e régiment d'artillerie de campagne de fin 1917 à mi-1918
- 5e groupe (canons de 155 C) du 130e régiment d'artillerie lourde d'avril 1918 à la fin de la guerre

### Cavalerie
- 2e régiment de hussards : un escadron d'août 1914 à mi-1916[3]
- 4e régiment de hussards : un escadron d'août 1914 à juillet 1915[3]
- 3e régiment de dragons : deux escadrons de fin 1916 à mai 1917 puis un seul[3]

## Historique

### 1914 - 1915
- Mobilisée à Verdun le 2 août 1914.[7]

- 6 – 17 août : organisations des positions avancées, au nord-est de la place[7].
- 17 – 26 août : occupation de la position Fresnes-en-Woëvre, Warcq[7].
23 août : déplacement vers le nord.
25 août : combats sur l'Orne, dans la région d'Étain.
- 26 - 29 août : repli sur Verdun, travaux d'organisation défensive[7].
- 29 août – 2 septembre : mouvement sur Béthincourt, combats vers Dannevoux et le bois Juré[7].
- 2 – 6 septembre : repli vers Esnes, puis repos et travaux à Verdun[7].
- 6 – 10 septembre : petite opération vers Julvécourt[7].
- 10 - 15 septembre : retour à Verdun : travaux d'organisation défensive vers Nixéville. Le 12 septembre, éléments engagés dans une opération vers Souilly[7].
- 15 – 29 septembre : offensive au nord de Verdun ; combats vers Haumont-près-Samogneux, Brabant-sur-Meuse et le bois de Consenvoye ; stabilisation, puis, à partir du 24, retrait en 2e ligne, vers la côte du Poivre : travaux[7].
- 29 septembre – 4 octobre : mouvement vers la région de Vigneville : attaques françaises sur le Mort-Homme et Cumières, puis vers Forges et Béthincourt[7].
- 4 – 20 octobre : mouvement vers Ronvaux, et, à partir du 6, opérations dans la région Riaville, Pintheville, Étain, puis occupation d'un secteur vers Riaville et Pintheville[8].
- 20 octobre 1914 – 25 février 1916 : retrait du front et mouvement vers la région Vacherauville, Douaumont. À partir du 22 octobre 1914, opérations vers Haumont-près-Samogneux, le bois des Caures et Ornes ; puis occupation et organisation d'un secteur vers Étain et Brabant-sur-Meuse[8].
10 novembre 1914 : attaque allemande vers Mogeville.
14 décembre 1914 : occupation des bois de Ville.
20 - 23 décembre 1914 : attaques françaises vers le bois d'Ormont et vers Consenvoye ; contre-attaques allemandes.
1er janvier 1915 : violente attaque allemande sur Brabant-sur-Meuse et sur le bois de Consenvoye.
18 et 19 mars : attaques françaises.
8 mai : extension du front, à gauche, jusqu'à Béthincourt.
10 août : réduction, à gauche, jusqu'à la Meuse.
12 février 1916 : réduction, à droite, jusqu'à la route de Vacherauville à Beaumont.

### 1916

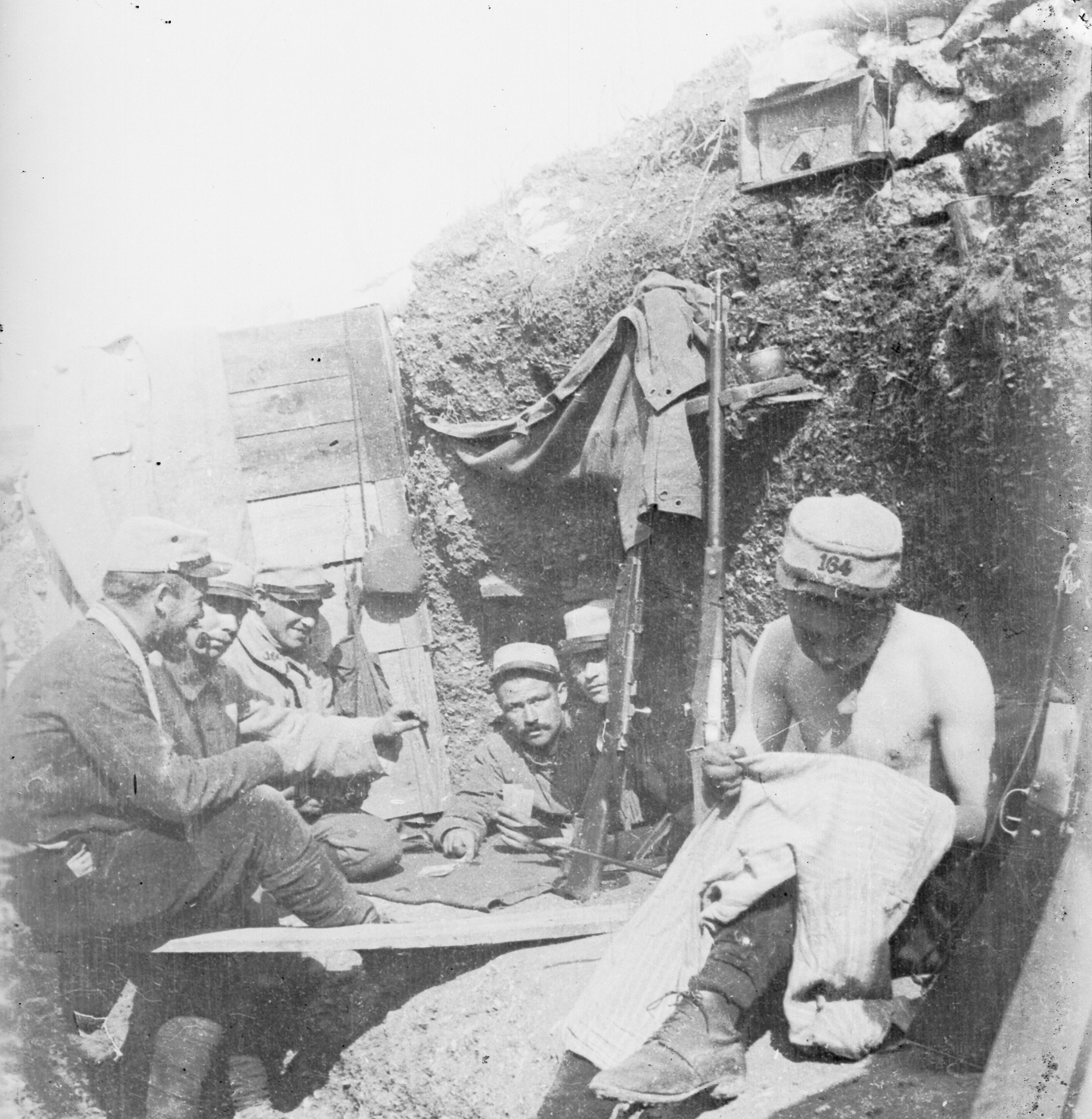
Soldat du dans les tranchées, 1916.

- 21 - 25 février : engagée dans la Bataille de Verdun, attaques allemandes et repli sur le front de Louvemont, Vacherauville[8].
- 25 février – 1er mars : retrait du front ; stationnement près de Verdun[8].
- 1er - 3 mars : transport par camions vers Nicey-sur-Aire et Pierrefitte-sur-Aire[8].
- 3 - 9 mars : transport par camions dans la région de Montiers-sur-Saulx ; repos[8].
- 9 - 12 mars : mouvement par étapes vers Coussey[8].
- 12 mars - 3 avril : transport par voie ferrée dans la région de Lure ; repos[8].
- 3 avril - 4 mai : mouvement vers Belfort ; travaux[8].
- 4 - 19 mai : transport par VF et par camions au camp d'Arches instruction[8].
- 19 mai - 13 juin : transport par VF aux environs de Belfort ; travaux[8].
- 13 juin - 4 juillet : transport par VF dans la région de Conty ; repos au sud-ouest d'Amiens, puis travaux[8].
- 4 – 24 juillet : mouvement vers le front. Engagée, à partir du 6 juillet, dans la Bataille de la Somme, vers Feuillères et au nord de Flaucourt[9].
9 juillet : prise de Biaches.
11 juillet : prise du bois de Blaise.
15 juillet : attaques allemandes sur le bois de Blaise et sur Biaches.
16 juillet : contre-attaques française.
20 juillet : nouvelles attaques françaises à Biaches et sur le bois de Blaise.
- 24 juillet – 11 août : retrait du front: repos vers Lamotte-en-Santerre ; à partir du 9 août, mouvement vers la région de Montdidier[9].
- 11 août – 1er décembre : mouvement vers le front et occupation d'un secteur vers Dancourt et le bois des Loges (inclus), étendu à gauche, le 14 août, jusque vers Armancourt : guerre des mines à Beuvraignes[9].
- 1er – 4 décembre : retrait du front, repos au sud de Montdidier, puis vers Cantigny[9].
- 4 décembre 1916 - 10 janvier 1917 : mouvement vers le front et occupation d'un secteur vers Pressoire et Ablaincourt[9].

### 1917
- 10 – 21 janvier : retrait du front, mouvement vers Boves et transport par VF dans la région de Bar-le-Duc ; repos vers Tannois[9].
- 21 janvier – 5 mai : mouvement vers le front, puis occupation d'un secteur vers Vaux-devant-Damloup et Châtillon-sous-les-Côtes, étendu à droite, le 22 mars, jusqu'au nord des Éparges, et réduit à droite, le 15 avril, jusque vers Haudiomont[9].
- 5 – 12 mai : retrait du front, repos vers Condé-en-Barrois, et transport par camions vers Mourmelon-le-Grand[9].
- 12 mai – 9 juin: occupation d'un secteur vers le mont Haut et le Casque : à partir du 20 mai, vives attaques, de part et d'autre, dans la région des monts de Champagne[9].
- 9 – 30 juin : retrait du front et repos vers les Grandes-Loges, puis transport par VF vers Montier-en-Der ; repos et instruction[9].
- 30 juin – 23 juillet : transport par VF, de la région de Brienne-le-Château, dans celle de Châlons-sur-Marne ; puis occupation d'un secteur vers le Téton et le mont Haut : attaques locales françaises les 14 et 15 juillet, contre-attaques ennemies les 15 et 16 juillet[9].
- 23 juillet – 5 août : retrait du front ; repos vers Mairy-sur-Marne[10].
- 5 août – 3 septembre : mouvement vers Saint-Jean-sur-Tourbe et occupation d'un secteur vers Maisons de Champagne et la butte du Mesnil[10].
- 3 – 14 septembre : retrait du front : repos vers Mairy-sur-Marne[10].
- 14 septembre – 7 novembre : occupation d'un secteur vers le Téton et le mont Haut[10].
- 7 novembre – 2 décembre : retrait du front ; repos vers Mairy-sur-Marne[10].
- 2 décembre 1917 – 3 février 1918 : mouvement vers le front et occupation d'un secteur entre l’Aisne et Maisons de Champagne[10].

### 1918
- 3 – 28 février :retrait du front : repos vers Mairy-sur-Marne. À partir du 7, travaux au nord de Châlons-sur-Marne[10].
- 28 février – 27 mars : mouvement vers le front et occupation d'un secteur vers Auberive-sur-Suippe et le chemin de Vaudesincourt à Prosnes[10].
- 27 mars – 7 mai : retrait du front ; travaux vers la Cheppe. À partir du 14 avril, transport par camions vers Nanteuil-le-Haudouin, puis travaux dans cette région. À partir du 5 mai, mouvement vers Ribécourt[10].
- 7 mai – 9 juin : occupation d'un secteur entre l'Oise et Cannectancourt[10].
- 9 juin – 1er juillet : Engagée dans la Bataille du Matz : résistance sur la ligne du Matz, de Machemont à l'Oise, puis organisation d'un secteur dans cette région[10].
- 1er – 14 juillet : retrait du front ; travaux de 2e position vers Venette et le mont Ganelon.
- 14 juillet – 29 août : mouvement vers la forêt de Compiègne. À partir du 18 juillet, engagée dans la 2e Bataille de la Marne[11] :
19 - 22 juillet : attaques sur la montagne de Paris.
23 juillet : occupation de la ligne de l'Aisne, vers Fontenoy ; le 2 août, réoccupation de Soissons et progression jusqu'au front Pommiers, Fontenoy, étendu à droite, le 11 août, jusque vers Soissons.
À partir du 20 août, engagée dans la 2e Bataille de Noyon : combats dans la région de Pommiers.
- 29 août – 16 septembre : retrait du front et transport par camions vers Dammartin-en-Goële ; repos[11].
- 16 septembre – 3 novembre : transport par camions vers le front[11].
21 septembre : occupation d'un secteur devant Jouy et Aizy.
25 septembre : attaques en direction de l'Ailette, progression jusqu'aux abords de Pargny-Filain, puis jusqu'à l'Ailette.
12 octobre : progression jusqu'à la lisière est de la forêt de Samoussy.
20 - 30 octobre : engagée dans la Bataille de la Serre : poursuite en direction de la Souche, atteinte le 22 octobre, et forcée le 25 ; prise de Vesles-et-Caumont et de Pierrepont.
- 3 – 5 novembre : retrait du front, et repos vers Vorges[11].
- 5 – 7 novembre : mouvement vers le front, participation (en liaison avec les éléments italiens) à la poussée vers la Meuse : progression vers Chivres-en-Laonnois et Montcornet[11].
- 7 – 11 novembre : retrait du front. Le 8 novembre, mouvement vers Chaourse et Renneval, et le 9, vers Haie d’Aubenton et Ribeauville ; repos. Au moment de l’armistice, la DI est en cours de mouvement vers Gizy, Pierrepont et Liesse-Notre-Dame[11].

### 1919
- 5 mars : dissolution de la division[2]

## Rattachements

### Affectation organique
- Mobilisation : Isolée[1]
- Janvier 1916 : 30e corps d’armée[1]

### Par armée
- 1re armée
8 janvier – 9 août 1915
3 – 8 mars 1916
- 2e armée
20 février – 2 mars 1916
11 janvier – 7 mai 1917
- 3e armée
9 – 21 août 1914
27 août 1914 – 7 janvier 1915
15 novembre – 1er décembre 1916
23 avril – 13 juillet 1918
27 octobre – 11 novembre 1918
- 4e armée
8 mai 1917 – 13 avril 1918
- 5e armée
14 – 22 avril 1918
- 6e armée
13 juin – 8 août 1916
- 7e armée
9 mars – 12 juin 1916
- 10e armée
9 août – 14 novembre 1916
2 décembre 1916 – 10 janvier 1917
14 juillet – 26 octobre 1918
- Armée de Lorraine
22 – 26 août 1914
- Grand Quartier général
2 – 8 août 1914
- Région fortifiée de Verdun
10 août 1915 – 19 février 1916